# Clypeoseptoria intricata
Clypeoseptoria intricata är en svampart som beskrevs av Cif. & Bat. 1957. Clypeoseptoria intricata ingår i släktet Clypeoseptoria, divisionen sporsäcksvampar och riket svampar.   Inga underarter finns listade i Catalogue of Life.